# Üüdibe
Koordinaten: 58° 9′ N, 22° 14′ O

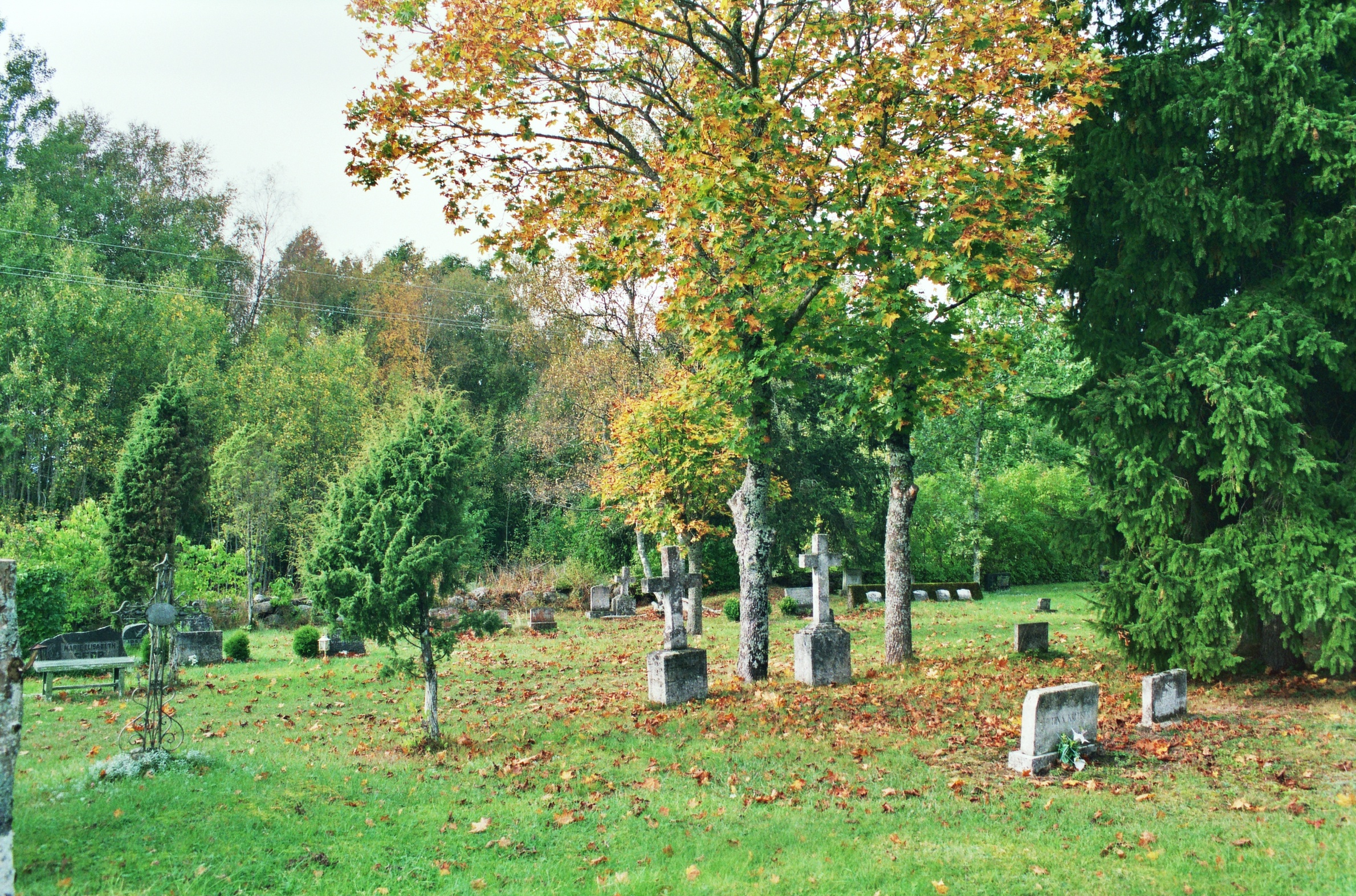
Historischer Friedhof

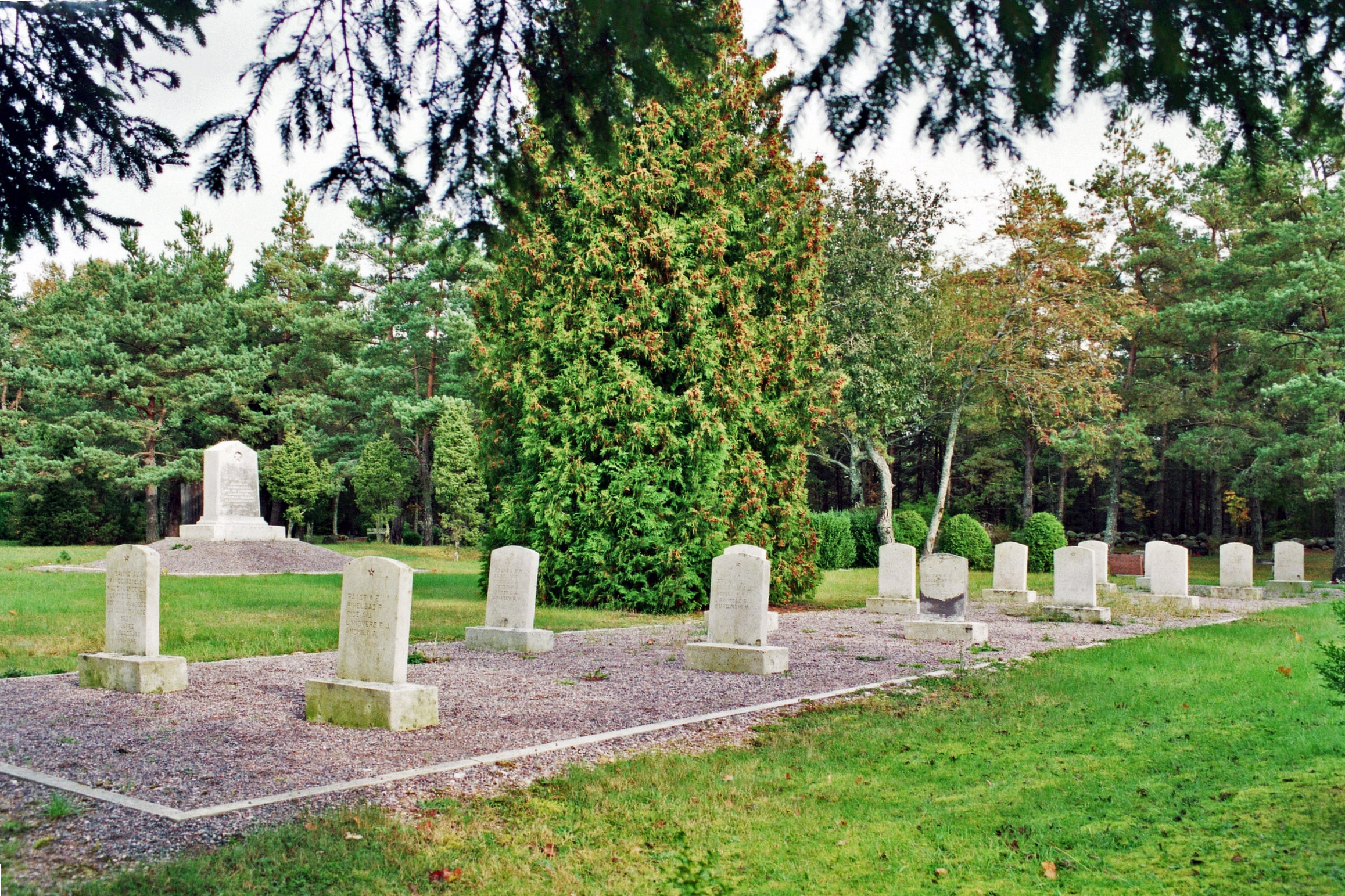
Gemeinschaftsgrab für sowjetische Gefallene des Zweiten Weltkriegs

Üüdibe (deutsch Uidepä) ist ein Dorf (estnisch küla) auf der größten estnischen Insel Saaremaa. Es gehört zur Landgemeinde Saaremaa (bis 2017: Landgemeinde Salme) im Kreis Saare.

## Einwohnerschaft und Lage
Das Dorf hat vier Einwohner (Stand 31. Dezember 2011). Er liegt an der Bucht Ariste (Ariste laht), achtzehn Kilometer von der Inselhauptstadt Kuressaare entfernt.
Der Ort liegt an der schmalsten Stelle der Halbinsel Sõrve.

## Geschichte
Der Ort wurde erstmals 1645 unter dem Namen Hüdepoya urkundlich erwähnt.
Während des Zweiten Weltkriegs fanden in der Gegend schwere Gefechte zwischen den deutschen und sowjetischen Truppen statt. Im September 1941 errichtete die Rote Armee hier eine 1,6 Kilometer lange Panzersperrlinie aus Stahlbeton. Vom 11. bis 20. Oktober 1944 fanden dort heftige Schlachten statt, bevor sich die deutsche Wehrmacht nach Süden zurückziehen musste.